# Mallosia heinzorum
Mallosia heinzorum là một loài bọ cánh cứng trong họ Cerambycidae.